# ベルナー・オーバーラント

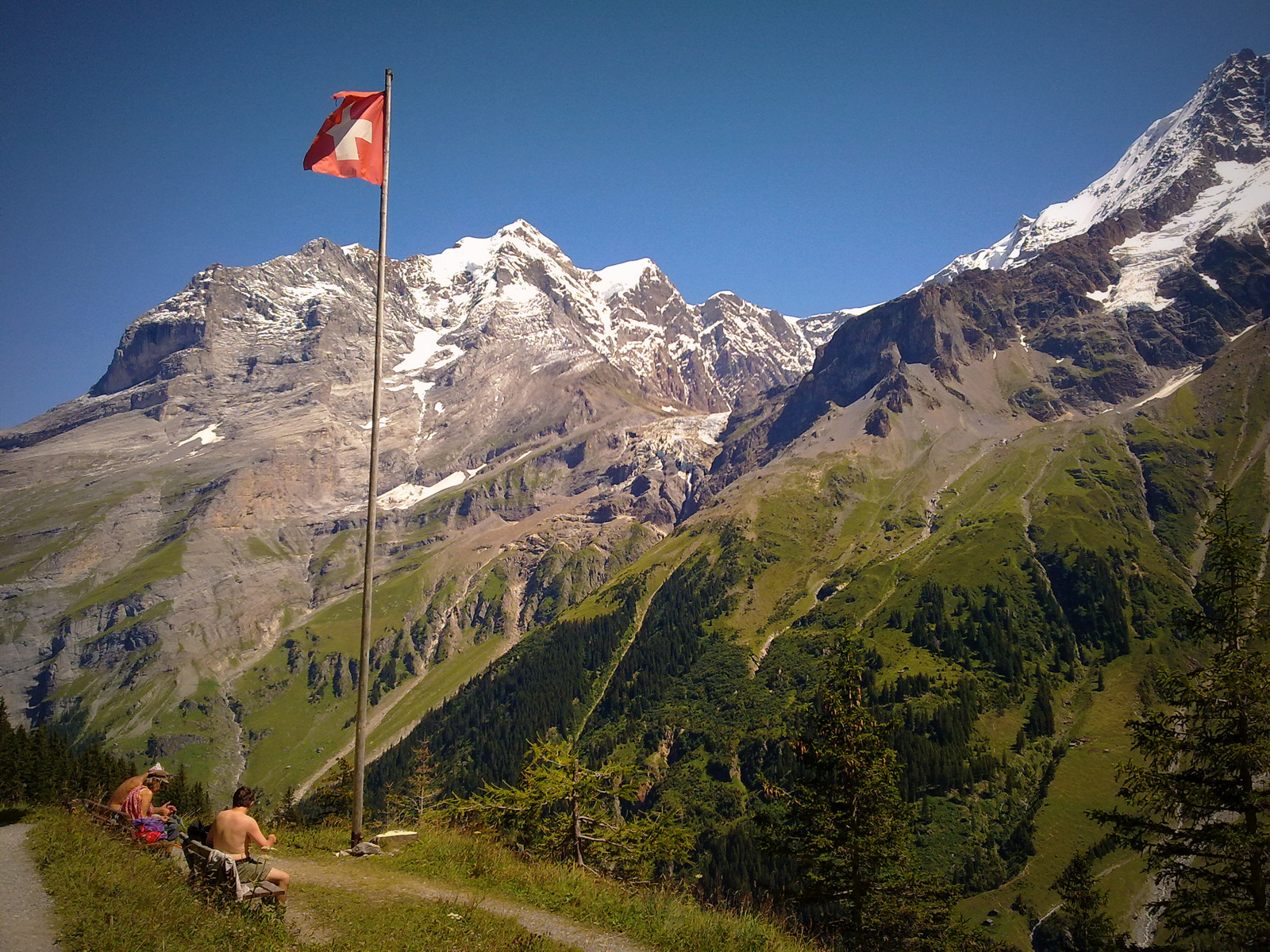
ベルナー・オーバーラントのオーバーシュタインベルク

ベルナー・オーバーラント（ドイツ語: Berner Oberland, ベルン州の高地の意）は、スイス、ベルン州にある高地で、州の南端に位置する。この地域は、トゥーン湖、ブリエンツ湖の周辺、ベルナー・アルプスの谷（およそトゥーン湖と同じ標高 (558m) の居住地域）周辺にある。
ベルナー・オーバーラントの旗は、金色（この地域のreichsfreiの古い地位を示す）と2つの州の色（赤と黒）の背景に黒い鷲で構成される。
ベルナー・オーバーラントで話されるスイスドイツ語は、ベルンや州の北部で話される高地アレマンベルン・ドイツ語と対照的な最高地アレマン語である。
この高地は、州内にある5つの地域または行政管区の1つである。
一時的にヘルヴェティア共和国 (1798-1803) は、ベルナー・オーバーラントを独自の州（オーバーラント州）とした。

## 歴史
先史時代に、オーバーラントは猟師や商人によって横断されていたが、居住地として知られる最初のものは、ローマ時代のものである。ローマ人は、川や湖に沿って定着した。彼らは多くのアルプス山脈の峠（ブリューニック峠、Sust峠、グリムゼル峠、レーチェ峠、ゲンミ峠、Ravil峠、サネッチュ峠、コル・デュ・ピヨン）を使用した。
中世盛期に、数多くのオーバーラントの村々は、周辺の谷の文化や宗教の中心であった教区教会の近くで発展した。中世の間は、オーバーラントはツェーリンゲン公爵に続いてブルグント王国が支配していた。ツェーリンゲン家の断絶の後、オーバーラントは多くの地元の男爵（オーバーホーフェン、Strättligen、ブリエンツ＝リングゲンベルク、ヴェーデンスヴィル、ヴァイセンブルク）に統治された。一時的にヴァルザー男爵の数人は、オーバーラントの一部を統治した。ザーネン谷はグリュイエールによって統治された。アルプス山脈の峠の一部は、19世紀まで、シオン司教による領地であった。

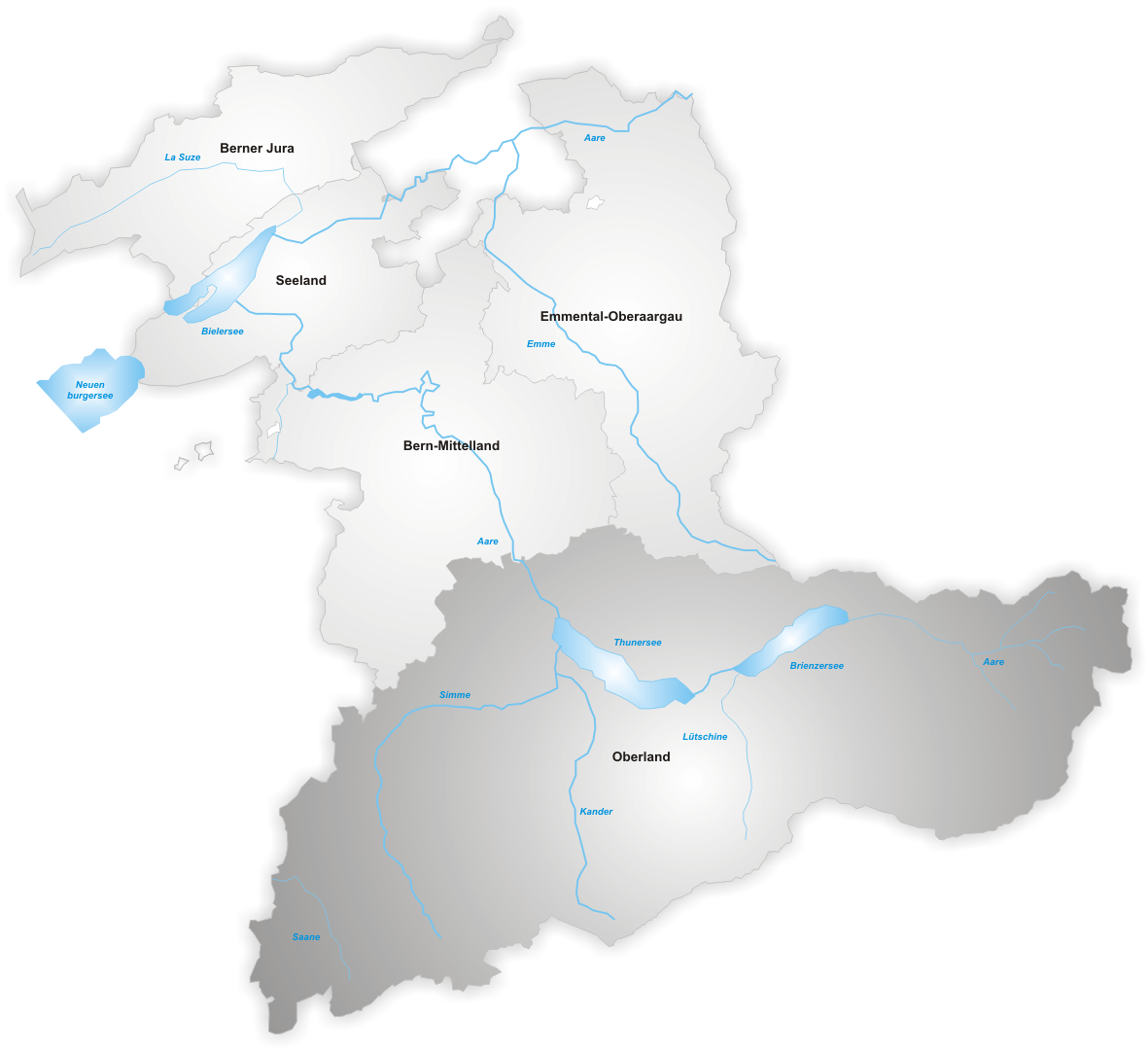
ベルン州におけるオーバーラントの位置図

ベルン市の拡張計画は、オーバーラントへも影響した。征服や購入、抵当または結婚を通して、ベルンは1323年から1400年の間に地元の男爵からオーバーラントの大多数を手に入れることができた。ベルンの管轄の下、5つの谷は、Bäuerten（農業に協力的な自治体）やTalverbänden（アルプスの自治体）の広範囲の権利や自治権をもった。中世後期全体にわたり、オーバーラントは全体あるいは一部で、ベルンの権限に対して数回反発した。古チューリッヒ戦争のあと、1445年にベルンによる徴兵と徴税に抗って「Böser Bund」が起きた。宗教改革期には、ベルナー・オーバーラントは1528年にプロテスタント派に抵抗し、1641年にはトゥーンで反乱を起こした。
中世の間、オーバーラントの集落の傾向は幾分か一致していた。主要な集落は、標高1,100 m (3,600 ft)付近の高台より下の谷底で発展した。この主要な集落には、市場や城または他の要塞がよく存在した。このマーケットタウンは、標高1,600 m (5,200 ft)に散在する村やハムレット、個々の農家に囲まれていた。14世紀から16世紀にかけて、オーバーラントの村は、低地にあるベルンの穀物を生産する町と広範囲な交易を始めた。これは、アルプスの村々が穀物の自給自足をやめ、高いアルプスの牧草地へ牛を連れて行き、冬に谷へ下りる（家畜の季節移動）を可能にした。その後、人々はイタリアやベルナー・ローラントへ峠を越えて牛を輸出するようになった。1500年頃、7つの中世の市場に加え、オーバーラントの村民が牛を売ることを可能にする新しい11の牛市場が開かれた。
1798年のナポレオンのスイス侵略後、古いベルンの命令は解かれ、オーバーラントはベルン州から分かれて、オーバーラント州を形成した。この新しい州では、歴史的な境界や従来の権利は考慮されなかった。保守的な人口の中に、以前の分離主義者はおらず、ほとんど新体制への関心はなかった。
1801年のマルメゾン憲法でベルンとオーバーラントを再統合することが提案されたが、ヘルヴェティア共和国の廃止やアンシャン・レジームの部分的な回復に伴い、2年後の調停法はなく、2つの州は再統合された。
1729年、アルブレヒト・フォン・ハラーが、彼のアルプス地域を経由した旅行について、詩「Die Alpen」を出版した。これは他のレポートと合わせ、アルプスの絵画がオーバーラントの観光産業をスタートさせた。1800年までに、トゥーン湖とブリエンツ湖（特にこの2つの湖にあるインターラーケン）にはリゾートが存在した。すぐ後に、リゾートはアルプスの谷（ラウターブルンネン、グリンデルワルト）へと拡大し、イギリスの観光客を引きつけ始めた。しかしながら、19世紀の広範囲におよぶ不毛のため、シメン谷やインターラーケン地区の多くの住民は北アメリカやドイツまたはロシアへと移住していった。
19世紀後半に、新しい交通網の完成によって谷へ旅行する人が簡単にアクセスできるようになった。ベルン＝レッチュベルク＝シンプロン鉄道は1913年に開業し、スイス最大の私鉄となった。2回の世界大戦の間のホテル産業の崩壊は、産業の多様化を強要した。1950年から、ホテルや別荘、アパートの建設が新しくブームとなり、大きな人口増加に結びついた。1930年代に始まり、1950年からはますます多くのケーブルカー、ロープウェイ、チェアリフトが開業して、多くの高いアルプスの村がウィンタースポーツや観光のために開かれた。

## 地理
オーバーラントはハスリ、レッチュベルク、カンダー、シメン、ザーネンの谷などアーレ川上流と谷周辺のトゥーン湖、ブリエンツ湖から構成される。シュトックホルン、シグリスウィラー・ロートホルン、ホーガント、ブリエンツ・ロートホルンを含むいくつかのアルプス山脈の山により、ベルナー・アンターラントと分けられる。

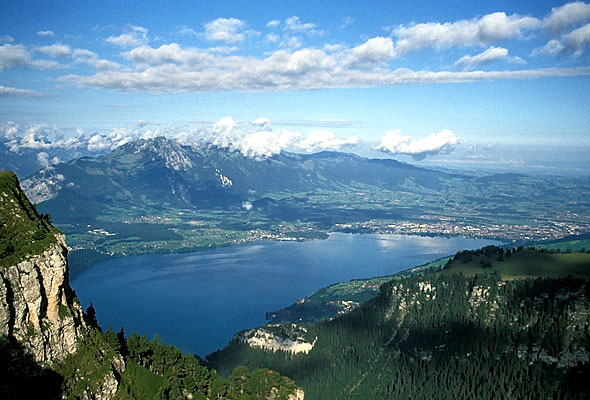
ニーダーホルンからのトゥーンとトゥーン湖の眺め
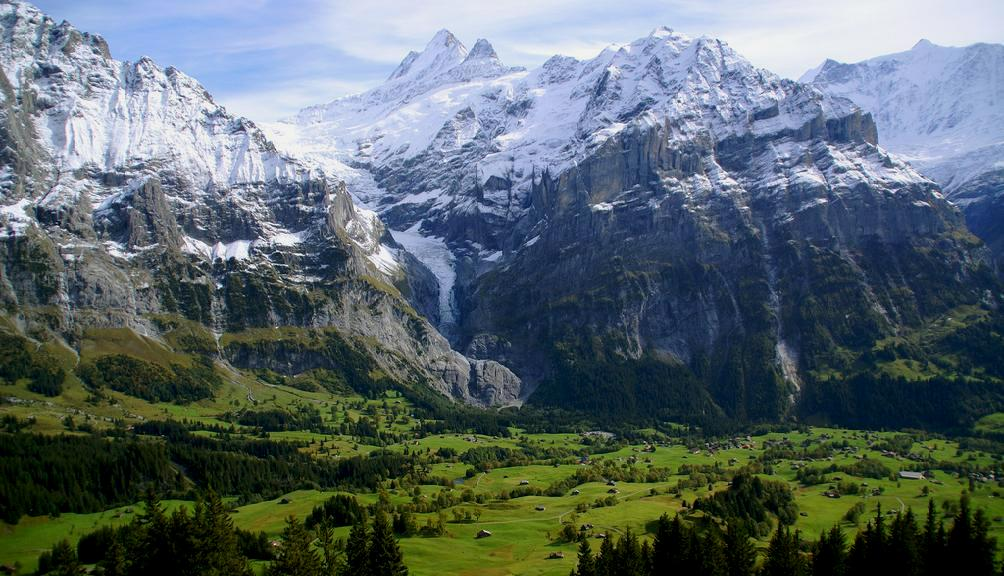
グリンデルワルトからベルナー・アルプスの眺め
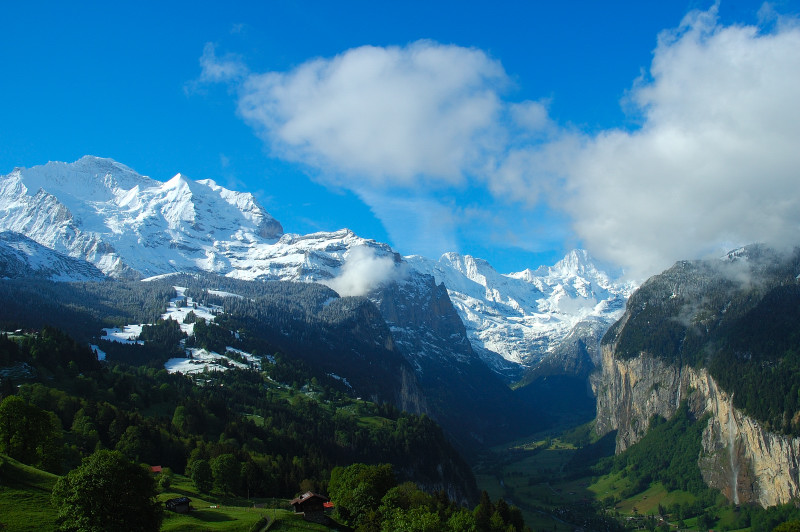
ラウターブルンネンの谷の眺め
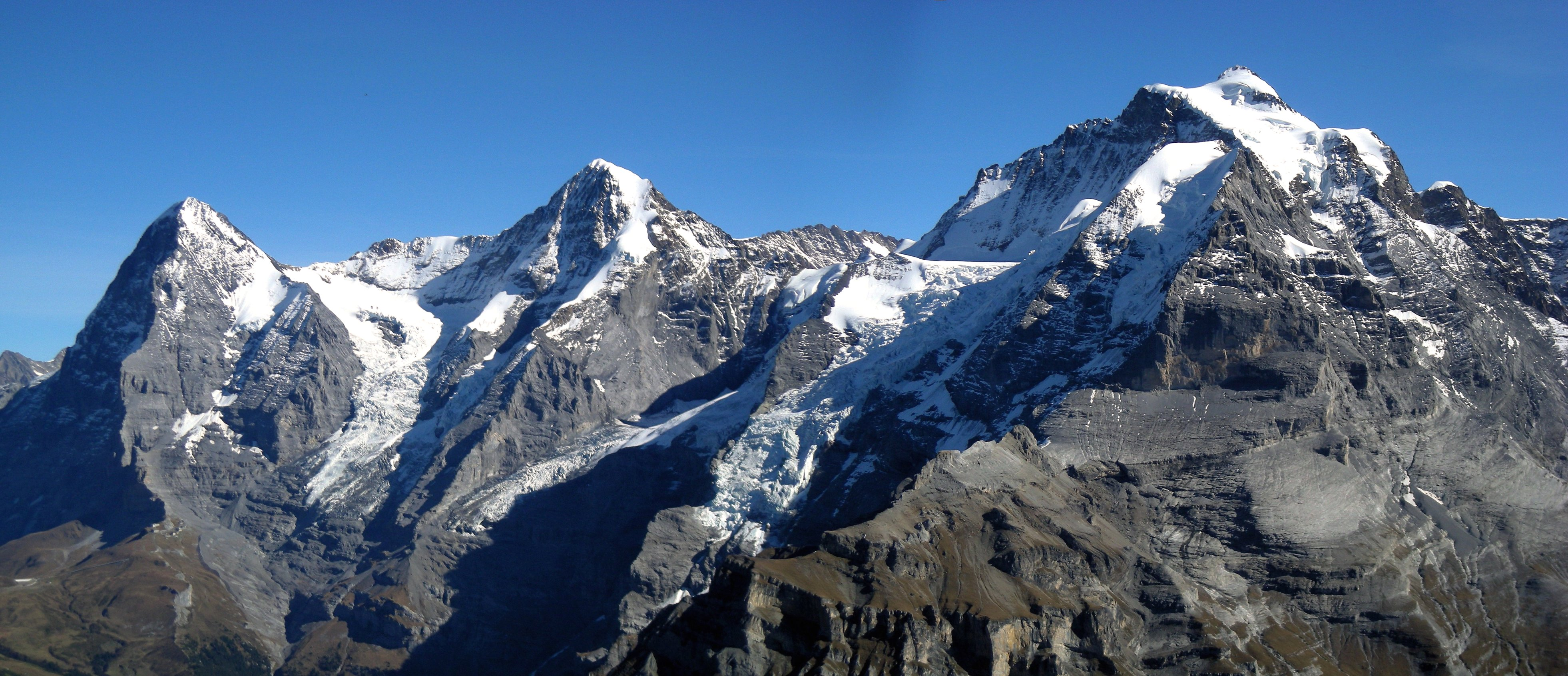
アイガー、メンヒ、ユングフラウ

## 行政区分

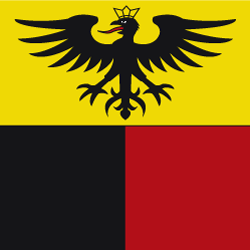
ベルナー・オーバーラントの旗

2010年より、オーバーラントは、ベルン州の5つの地域のうちの1つとなり、4つの小地域に分けられている。
- トゥーン区
- オーバーシンメンタール＝ザーネン区
- フルティゲン＝ニーダーシンメンタール区
- インターラーケン＝オーバーハスリ区

2010年以前、オーバーラントは、以下の区から構成されていた。
- トゥーン区
- インターラーケン区
- オーバーハスリ区
- フルティゲン区
- オーバーシンメンタール区
- ニーダーシンメンタール区
- ザーネン区

## 観光
ベルナー・オーバーラントは以下などの観光地としてよく知られている。
- グシュタード＝ザーネンランド
- レンク/ジンメンタール
- アーデルボーデン＝フルティゲン
- トゥーン湖
- レッチュベルク地域
- インターラーケン
- ウェンゲン/ミューレン/ラウターブルンネン
- グリンデルワルト
- オーバーハスリ
- フィルスト